# Trichosteleum jonesii
Trichosteleum jonesii là một loài rêu trong họ Sematophyllaceae. Loài này được Bizot ex Pócs mô tả khoa học đầu tiên năm 1976.